# Ямилев, Марат Арсланович
Марат Арсланович Ямилев (23 ноября 1938 года — 2 ноября 1996 года) — артист Сибайского театра драмы. Заслуженный (1972) и народный (1989) артист Башкирской АССР. Член Союза театральных деятелей (1967).

## Биография
Родился 23 ноября 1938 года в с. Анясево Миякинского района БАССР.
В 1965 году окончил Уфимское училище искусств (педагог Ш. Р. Рахматуллин).
По окончании училища работал в Сибайском театре драмы. В театре сыграл более 100 ролей.
Семья: жена Диля Ахметфаизовна Билалова, сын, дочь, 6 внуков.
Скончался 2 ноября 1996 года в Сибае, похоронен на Старом кладбище города Сибай.

## Театральные роли
Лояль («Тартюф» Мольера; дебют, 1965), Акмулла («Өҙөлгән моң» — «Прерванная мелодия» К. Мэргэна), Фарит («Тал бөгөлә» — «Ива клонится» Г. Г. Байбурина), Даут («Аҡҡош йыры» — «Лебединая песня» Б. Бикбая), Газиз («Ҡыҙыл йондоҙ» — «Красная звезда» М. Гафури). Салават («Салауат. Өн аралаш ете төш» — «Салават. Семь сновидений сквозь явь» М.Карима).

## Награды и звания
- Заслуженный артист Башкирской АССР (1972)
- Народный артист Башкирской АССР (1989)